# Белорусская служба Радио «Свобода»
Белорусская служба Радио «Свобода» (бел. Беларуская служба Радыё «Свабода») — белорусскоязычное подразделение Радио «Свобода», вещает из-за пределов Беларуси. Руководитель — Александр Лукашук. Новости на сайте и записи в социальных сетях ведутся классическим правописанием.

## История

### Советские времена
Радио «Свобода» было основано под названием Радио «Освобождение» в Мюнхене в 1953 году в разгар «холодной войны» для ведения пропаганды против СССР. В составе радио были организованы соответствующие национальные редакции, в том числе и белорусская, которая начала вещание 20 мая 1954 года.
В состав первой белорусской редакции вошли: Винцент Жук-Гришкевич (глава), Петр Сыч (заместитель), Янка Лимановский, Симон Кабыш (Кандыбович), Леон Карась. Вначале это были пятнадцатиминутные передачи 24 раза в сутки.
Основными направлениями радиопередач белорусской службы Радио «Свободы» были критика социализма, советского строя, национально-государственного устройства СССР. В них освещались негативные явления из истории и современной жизни СССР и Беларуси, в том числе нарушения прав человека, политические репрессии в СССР и прочее. Сообщалось о событиях и происшествиях, которые замалчивались в советских СМИ, о правозащитном движении, диссидентах, читались произведения, которые были запрещены или малодоступны в СССР.

### Независимая Беларусь
После распада СССР и прекращения «холодной войны» белорусская редакция Радио «Свобода» вещает в новых условиях. В 1995 году штаб-квартира «Свободы» перенесена из Мюнхена в Прагу. Созданы корреспондентские пункты в Беларуси. Расширился и обновился штат редакции.
В современное время Белорусская служба Радио «Свобода» вещает по 8 часов в сутки на коротких и средних волнах, а также со спутника. С 10 декабря 1998 года Радио вещает также через социальные сети.
С 2002 года белорусская редакция Радио выпускает книги, а с 2004 — и компакт-диски.

### Репрессии 2020-х
С августа 2020 года по приказу Министерства информации Республики Беларусь доступ на сайт Радио «Свобода» в стране был ограничен.
3 декабря 2021 года информационная продукция Telegram-канала «Радыё Свабода — Беларусь», аналоги в соцсетях и YouTube признаны экстремистскими материалами. Такое решение было принято судом Центрального района Минска по материалам ГУБОПиКа.
23 декабря 2021 года МВД Беларуси внесудебно признало Белорусскую службу Радио «Свобода» «экстремистским формированием». Создание такого формирования или участие в нём является уголовным преступлением в Беларуси.

## Описание
Сайт Радио «Свобода» пользуется тарашкевицей. В текстах издания больше полонизмов, чем в принятом в Беларуси литературном языке.
В эфир выходят информационные и аналитические программы по политическим, экономическим, культурологическим, историческим, религиозным, краеведческим и другим проблемах.
Налажена двусторонняя связь со слушателями. Журналисты «Свободы» ориентированы на западные либерально-демократические ценности.
Среди бывших и современных сотрудников белорусской редакции Радио «Свобода» Станислав Станкевич, Янка Запрудник, Наталья Арсеньева, Галина Айзенштат, Валентин Жданко, Юрий Дракохруст, Александр Лукашук, Сергей Наумчик, Данчик, Валентина Аксак, Жанна Литвина и другие.

## Руководители
- Винцент Жук-Гришкевич (1953—1956);
- Владимир Дудетский[13] (1956—1962);
- Владимир Цвирко[бел.][14] (1962—1968);
- Моисей Седнёв[бел.][15] (1968—1983);
- Юрий Сеньковский (1983—1991);
- Вячеслав Станкевич[бел.] (1991—1998);
- Александр Лукашук[бел.] (1999—2007);
- Ян Максимюк (2007—2008);
- Александр Лукашук[бел.] (с 2008 года)

## Награды и достижения
В 2006 году Белорусская служба Радио «Свобода» получила главный приз за лучшее освещение горячих новостей среди двадцати редакций Радио «Свободная Европа», а в 2007 году — за достижения в мультимедийной конвергенции.
В 2008 году Белорусская служба Радио заняла первое место по числу слушателей в пересчёте на численность населения соответствующей страны среди других служб Радио «Свободная Европа».